# Maria a'Becket
Pour les articles homonymes, voir Becket.
Maria a'Becket, née le 7 juillet 1839 à Portland du Maine et morte le 7 septembre 1904 à New York, est une peintre américaine associée à l'American Barbizon School.

## Biographie
Maria J. C. a'Becket est la fille de Charles E. Beckett (1813-1866), pharmacien et peintre autodidacte. Il ouvre sa pharmacie en 1844 et réalise plusieurs peintures durant sa vie dont Furbish's Dash to Montreal (aujourd'hui conservée à la New York State Historical Association (en)).
Elle a réalisé avec son père des illustrations pour les publicités des chemins de fer de son oncle. En 1866, la famille est touchée par le Grand incendie de Portland (en) : 2 000 bâtiments de Portland brûlent dont leur maison ainsi que la pharmacie du père. Ils font partie des 10 000 habitants sur les 13 000 habitants de Portland qui perdent leur domicile dans l'incendie. Son père Charles meurt deux mois plus tard des séquelles de l'incendie, il succombe d'un « choc paralysant »,.
Maria, son frère John et sa mère se convertissent au catholicisme. Ils retirent le deuxième « t » de leur nom de famille et adoptent « a'Becket » comme nom de famille en référence au martyr catholique Saint Thomas a'Becket.

## Œuvres
Maria a'Becket a probablement réalisé plus d'une centaine d’œuvres dont il nous reste aujourd'hui seulement deux douzaines :
- vers 1870 : Paysage à flanc de colline, Portland Museum of Art (en)[5] ;
- vers 1870 : Clair de lune[6] ;
- vers 1871 : Woods Near the Glen[6] ;
- vers 1875-1885 : Arbres au bord d'un ruisseau, Maine Historical Society (en)[7] ;
- vers 1878 : Marine[6] ;
- vers 1883 : Chênes (il s'agit probablement du tableau Chênes à Newburyport, Massachusetts)[8] ;
- vers 1890 : Paysage marin, Collection de Doug et Karin Nelson[9] ;
- On the Swannanoa[10].

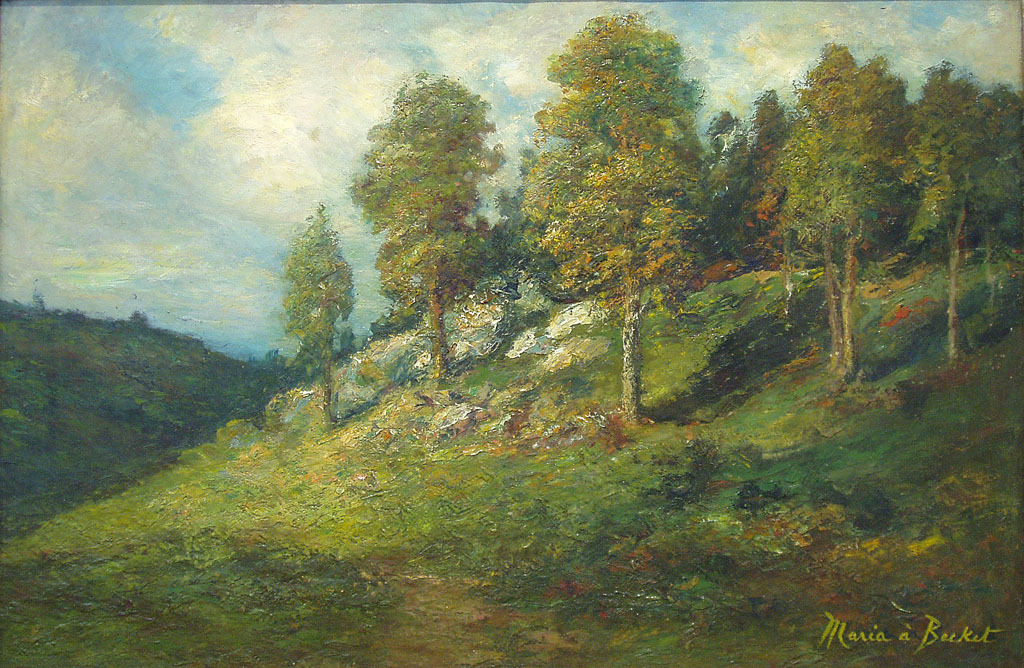
Paysage à flanc de colline, Portland Museum of Art
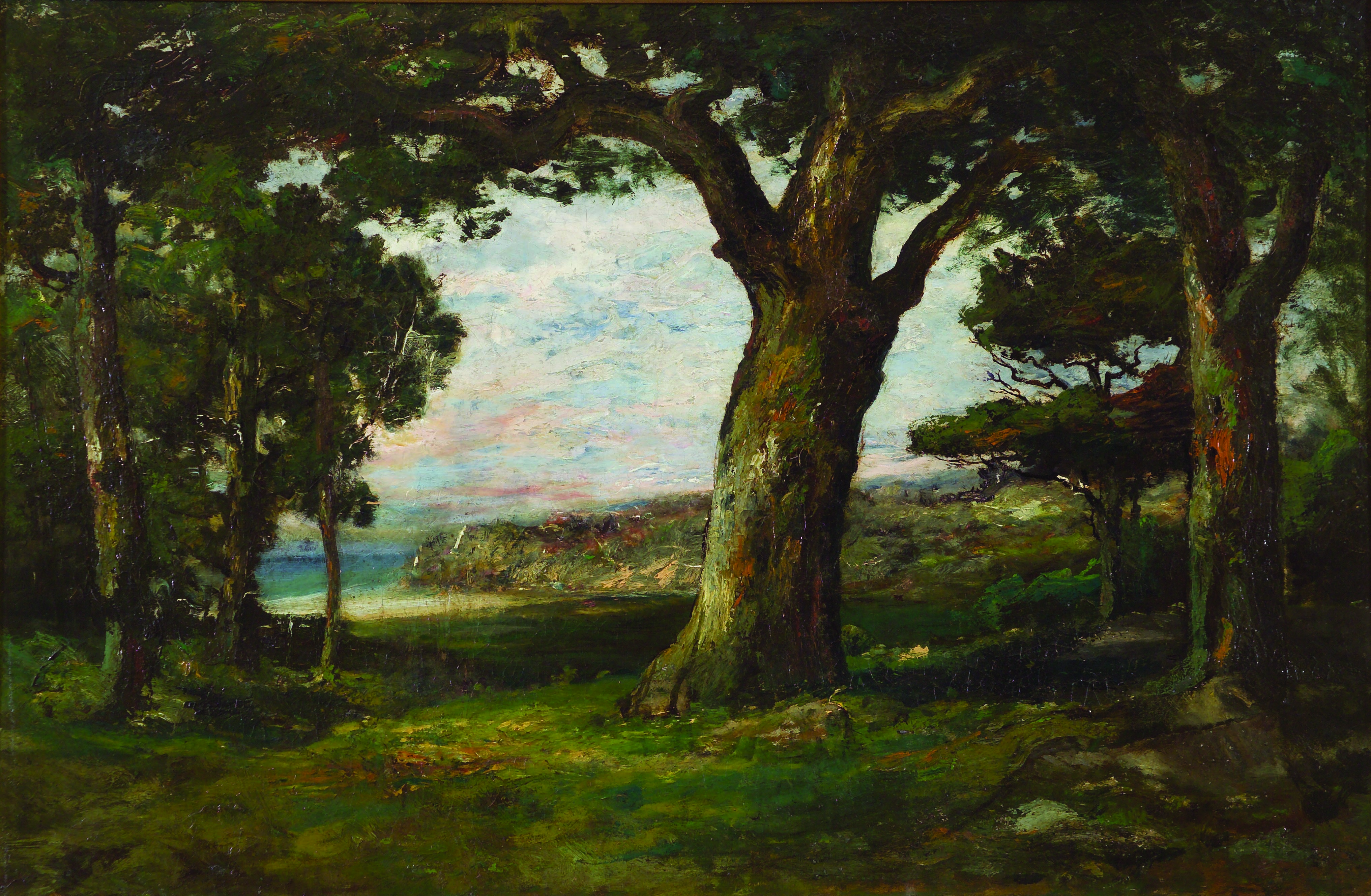
Le monarque de la vallée
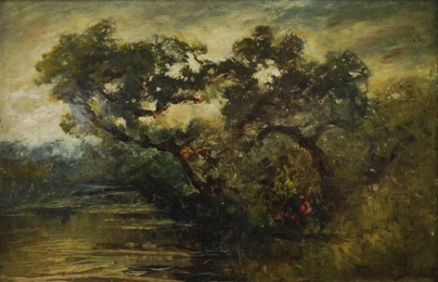
Paysage fluvial
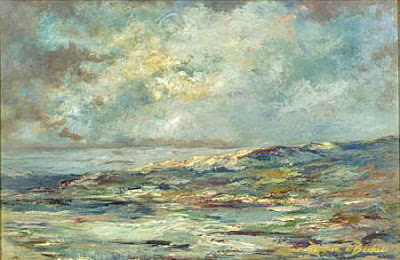
Paysage marin